# Fornaldersaga
En fornaldersaga er en saga, der til forskel fra islændingesagaerne finder sted før koloniseringen af Island. Der er visse undtagelser som Yngvars saga víðförla, som foregår i 1000-tallet. Sagaerne blev sandsynligvis skrevet på Island fra omkring midten af 1200-tallet til omkring 1400, selv om det er muligt, at nogle først er nedskrevet senere, så som Hrólfs saga kraka.

## Beskrivelse
Formen ligner meget andre saga-genrer: ofte lineære episodiske fortællinger. Lige som andre sagaer er mange skrevet på vers, men i fornaldersagaer er det næsten ufravigeligt på samme versfod som Ældre Edda til forskel fra skjaldevers, som findes i de fleste andre sagaer. De foregår typisk i Skandinavien i tiden før koloniseringen af Island, men bevæger sig lejlighedsvis til mere eksotiske lokationer, eller personerne i dem møder kristen kultur (som Örvar-Odds saga). Ofte er der også mytologiske elementer som dværge, elverfolk, kæmper og magi. Tidligere har fornaldersagerne været opfattet og brugt som troværdige historiske kilder af skandinaviske lærde, men efter 1800-tallet har man betragtet deres historiske indhold som meget begrænset. Men konsensus er, at selv om sagaerne indeholder en lille del, som ikke er fiktion eller er baseret på historiske personer, så har deres primære funktion været underholdning. Målet med sagerne har ikke været at videregive historisk korrekte fortællinger. For nylig er det påpeget, at sagaerne er nyttige kilder til den islandske kultur i 1200- og 1300-tallet "i form af det lys de kan kaste på den kultur, hvori de blev skrevet" dvs. Island i middelalderen. Som Margaret Clunies Ross skriver:
Temaerne, karakteren og hele verden i fornaldersagaerne egner sig til fortolkning, ikke som realistiske fortællinger, men mere som emner, der beskæftiger sig med dybe og foruroligende problemer, der ikke kan ses fra den verdslige verdens perspektiv, men mere i en litterær verden, hvor ofte tabubelagte emner kan hæves og luftes, men ikke nødvendigvis løses. De kan også betragtes som en komedie eller som en parodi.
Nogle af sagaerne bygger på fjerne historiske personer, og de er tydeligere, hvor der også findes underbyggende kilder som Ragnars saga Loðbrókar, Yngvars saga víðförla og Völsunga saga. I Hervarar saga videregives historiske navne i Ukraine fra omkring år 150-450,, og sidste del af sagaen bliver brugt som historisk kilde til Sveriges historie. Ofte indeholder de meget gamle germanske historier som Hervarar saga og Völsunga saga, som begge indeholder poesi om Sigurd Fafnersbane, der ikke er med i Ældre Edda, og som ellers ville have været tabt (se også Great Lacuna). Andre sagaer omhandler helte som Ragnar Lodbrog, Rolf Krake og Orvar-Odd. Disse sagaer overlapper nogle gange indholdet i kongesagaerne.
Fornaldarsagaer har stor værdi for forskning i legender, da de indeholder motiver og komplekse motiver fra mange typer legender, som der ellers ikke er dokumentation for i Skandinavien før midten af 1800-tallet. De er også af stor værdi for forskere, der beskæftiger sig med middelalderlige skandinaviske ballader, særligt de færøske kvæði, som ofte er baseret på de samme fortællinger. Derudover er fornaldersagaerne vigtige for studiet af skandinaviske og germanske heroiske legender sammen med Saxo Grammaticus' Gesta Danorum, som er baseret på den samme heroiske poesi og traditioner.
Filologer har generelt anset fornaldersagaerne som mindre værdifulde i deres litterære værdi end de islandske sager. Deres indhold er typisk mindre realistisk, personerne er to-dimensionelle, og sagaerne har lånt temaer fra hinanden og fra folkeeventyr. I stilen overlapper disse sagaer til dels riddersagaerne, særligt dem, der er skrevet på Island i middelalderen.
Fornaldersagaerne har haft indflydelse på langt senere forfattere som den svenske Esaias Tegnér, som skrev Frithiof's saga baseret på Friðþjófs saga ins frœkna.

## Liste over sagaer
- Áns saga bogsveigis
- Ásmundar saga kappabana - En saga baseret på den germanske Hildebrandslied.
- Bósa saga ok Herrauðs - ligesom Beowulf har den gøtisk helte.
- Egils saga einhenda ok Ásmundar berserkjabana
- Eireks saga víðförla
- Frá Fornjóti ok hans ættmönnum
- Friðþjófs saga ins frœkna
- Gautreks saga
- Gríms saga loðinkinna
- Göngu-Hrólfs saga
- Hálfdanar saga Brönufóstra
- Hálfdanar saga Eysteinssonar
- Hálfs saga ok Hálfsrekka - En norsk legende om en helt som kan sammenlignes med Rolf Krake.
- Hervarar saga ok Heiðreks kan have svenske oprindelse. Den indeholder svenske, gøtiske og gotiske helte. Denne saga bruges stadig som kilde til Sveriges historie.
- Hjálmþés saga ok Ölvis
- Hrólfs saga Gautrekssonar - En saga om en svensk krigerprinsesse som vindes af en gøtisk prins.
- Hrólfs saga kraka - En saga som kan relateres til det engelske digt Beowulf.
- Hrómundar saga Gripssonar
- Illuga saga Gríðarfóstra - En saga af mere traditionel eventyrtype, hvori en ung mand redder en troldekvinde og hendes smukke datter fra en forbandelse.
- Ketils saga hœngs
- Orvar-Odds saga (to versioner)
- Ragnars saga Loðbrókar (to versioner) - Sagaer om Ragnar Lodbrog der er en legendarisk vikingekriger og hans sønner.
- Sturlaugs saga starfsama - En forhistorie til Göngu-Hrólfs Saga.
- Sögubrot af fornkonungum - en rest af en større tekst om gamle danske og svenske konger.
- Sörla saga sterka
- Völsunga saga - en skandinavisk udgave af Nibelungenlied.
- Yngvars saga víðförla - En sen saga af svensk oprindelse, som finder sted i 1000-tallet, og hvis historiske grundlag er underbygget af historiske kilder.
- Ynglinga saga - En saga om grundlæggelsen af Ynglingedynastiet af Freyr og dets historie.
- Þorsteins saga Víkingssonar

## Þættir (kort historier)
- Helga þáttr Þórissonar
- Norna-Gests þáttr
- Ragnarssona þáttr
- Sörla þáttr
- Tóka þáttr Tókasonar
- Völsa þáttr
- Þorsteins þáttr bæjarmagns